# Öja församling, Växjö stift
Öja församling var en församling i Öjaby pastorat i Östra Värends kontrakt, Växjö stift i Växjö kommun. Församlingen uppgick 2014 i Gemla församling.
Församlingskyrka var Öja kyrka.

## Administrativ historik
Församlingen har medeltida ursprung.
Församlingen bildade till 1992 pastorat med Bergunda församling, för att därefter bli annexförsamling i pastoratet Vederslöv, Dänningelanda, Tävelsås, Kalvsvik och Öja, för att från 2002 till 2014 ingå i Öjaby pastorat. Församlingen uppgick 2014 i Gemla församling.